# Descobriment de Xile

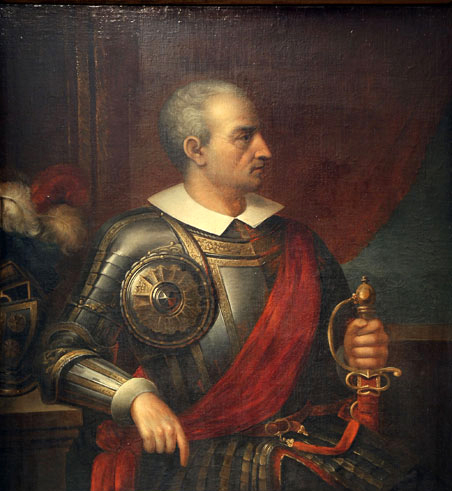
El conqueridor espanyol Diego de Almagro és usualment acreditat com el «descobridor de Xile».

El Descobriment de Xile és el període històric que es va iniciar amb l'arribada dels espanyols a terres xilenes, específicament l'expedició de Fernaõ de Magalhães el 1520, després continua amb la de Diego de Almagro el 1536, i conclou amb l'arribada de Pedro de Valdivia el 1541, qui inicia el període de «La Conquesta».

## Expedició de Fernão de Magalhães i Juan Sebastián Elcano
En el seu intent per arribar a les Índies, Fernão de Magalhães va arribar a les costes de la Patagònia i de la Terra del Foc, i també va navegar les aigües de l'estret que després rebria el seu nom: l'estret de Magallanes.
A l'hivern de 1520, els homes sota el comandament de Magalhães van prendre contacte amb els tehueltxes, que van cridar l'atenció dels espanyols per la seva elevada alçada, la seva vestimenta de pell de guanac i la seva aparença descuidada. Van ser considerats com gegants i batejats amb el nom de «patagones», suposadament a causa de les enormes petjades que deixaven els seus peus folrats en pells de guanac. La regió que habitaven va ser nomenada «Patagònia».
Mentre algunes naus de l'expedició exploraven el braç de mar que s'obria cap al sud, Magalhães va avançar cap al nord-oest i va prendre possessió de la terra en nom del rei d'Espanya, al port de les Sardines, conegut avui com a Badia Fortescue. A la seva sortida de l'estret, l'oceà no presentava tempestats tan freqüents, per la qual cosa Magalhães va rebatejar el Mar del Sud de Balboa amb el nom de «oceà Pacífic».
Magalhães i els seus homes van ser els primers europeus a arribar al que actualment és Xile i va ser qui «va obrir» les rutes marítimes entre els oceans Atlàntic i Pacífic.

## Altres expedicions
Les informacions proporcionades per Juan Sebastián Elcano sobre l'estret de Magallanes van fer que el rei Carles V organitzès una nova flota, ara al comandament de Fra García Jofré de Loaisa. La flota va partir d'A Coruña el 24 de juliol de 1525, i Jofré va entrar a l'estret de Magallanes el 8 d'abril de 1526. Una de les seves embarcacions, la San Lesmes, va arribar fins al grau 55 arrossegada per un temporal, i a la tornada va comunicar la seva arribada «fins a l'acabament de terres», anunciant d'aquesta manera el descobriment del Cap Horn. En aquesta expedició es produeix el primer naufragi registrat a Xile; la nau Santic Esperits de Sebastián Elcano naufraga a algunes milles a l'oest de l'actual punta Dungeness.
Simón de Alcazaba va partir del port de Sanlúcar de Barrameda el 21 de setembre de 1534 al comandament d'una expedició de 250 homes en dues naus, Madre de Dios (la qual ell mateix comandava), i San Pedro, que portava com a capità a Rodrigo Martínez.
A principis de 1535 arriben a l'estret de Magallanes i el naveguen amb la idea d'arribar fins a l'oceà Pacífic, però la situació climàtica a la boca oest impideix l'avanç. L'expedició retorna cap al nord vorejant la costa de l'Atlàntic, i el 9 de març de 1535 Alcassaba funda a la Caleta Hornos, a la Badia Gil, 29 km a sud de l'actual localitat de Gambetes, a la província del Chubut, al «Port dels Lleons».
Alcazaba mor després per la fúria dels seus soldats pel cansament, la fam i l'enuig d'haver caminat molts quilòmetres i no haver trobat res. Simón va ser assassinat un dia de 1535.

## Expedició de Diego de Almagro

### Els preparatius
Diego de Almagro va iniciar els preparatius de la seva expedició a Xile amb bons auspicis. Li van arribar notícies dels inques que la regió a sud del Cusco estava plena d'or, de manera que va reunir fàcilment 500 espanyols per a l'expedició, molts dels quals no l'havien acompanyat al Perú. Anaven també en l'expedició uns 100 esclaus negres i uns 1500 yanacones (esclaus de la noblesa inca) per al transport de les armes, robes i queviures.
Les notícies que els arribaven de Xile eren absolutament falses, ja que els inques planejaven una rebel·lió contra els seus dominadors i desitjaven que aquell grup tan nombrós d'espanyols s'allunyés del Perú, sabent que a sud només trobarien indígenes hostils. Per convèncer-los, Almagro li va demanar a l'Inca (rei de l'imperi) que els preparés el camí junt amb tres soldats espanyols, l'Inca els va lliurar el més alt cap religiós de l'imperi anomenat Manco, el Villac-Umu (el summe sacerdto), també al seu propi germà anomenat Pablo Inga, i la seva pròpia companyia.
Va encomanar a Juan de Saavedra que s'avancés amb una columna de 100 soldats perquè, a la distància d'unes 130 llegües, fundés un poble i l'esperés amb els aliments i indis de relleu que pogués reunir en aquelles comarques.

### Pel camí de l'Inca

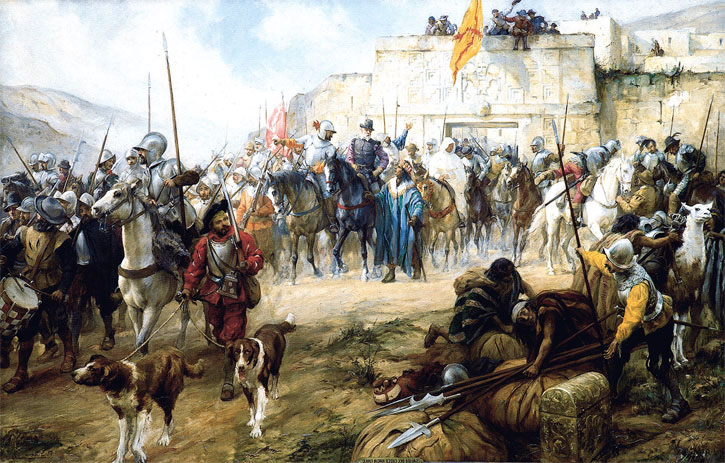
Expedició d'Almagro a Xile, pintura de Fra Pedro Subercaseaux

Almagro va sortir del Cusco el 3 de juliol de 1535 amb 50 homes i es va aturar en Moina fins al 20 d'aquest mes, detingut per l'inesperat arrest de l'Inca Manco Cápac II (cap religiós de l'imperi) per Juan Pizarro, acció que li va donar problemes.
Deixada enrere Moina, Almagro es va encaminar pel Camí de l'inca, amb els 50 homes que formaven la seva columna. Van recórrer l'àrea occidental del llac Titicaca, van creuar el riu Desaguadero i es va trobar amb Saavedra en un poblat anomenat Paria, on va aconseguir reunir 50 espanyols més, que pertanyien al grup del capità Gabriel de Rojas, i que van decidir abandonar al seu cap i dirigir-se cap a Xile; es va reunir un total de 150 homes. Van romandre prop del llac Augallas tot l'agost, tot esperant la fosa de les neus de la serralada dels Andes.
Passat aquest contratemps, es van dirigir cap a Tupiza, on es van trobar amb Pablo Inga i el Villac-Umu, que tenien recol·lectat or dels tributs de la regió, i amb els tres espanyols que els van acompanyar. Aquests tres espanyols mentre esperaven a Almagro s'havien dedicat al pillatge i van assaltar una caravana que suposadament provenia de Xile amb or, el qual li va ser mostrat a Almagro. Això va renovar els ànims dels expedicionaris fent-los oblidar els patiments de la marxa. Aquí, Almagro va realitzar una nova pausa de dos mesos en l'expedició, esperant que arribessin les tropes. No obstant això el va inquietar una nova notícia; havia arribat a Perú el bisbe de Panamà, fra Tomás de Berlanga, que tenia el poder per a dirimir el conflicte de límits entre els conqueridors. Els amics d'Almagro li van sol·licitar que tornés per defensar millor la seva causa, però l'avançat volia anar per la riquesa xilena, per la qual cosa va seguir endavant. Un altre contratemps es va presentar quan Villac-Umu es va escapar de l'expedició amb tots els portadors i va tornar a al nord. Però Almagro i els seus homes van seguir endavant, ja que encara comptaven amb Pablo Inga. Els espanyols van haver de prendre portadors a la força per poder transportar els queviures, això va causar més d'un conflicte amb els indígenes. Fins i tot fins al mateix Almagro va estar a punt de morir a mans d'un indígena que li va llançar una fletxa, però va errar donant-li al cavall, que va caure a sobre d'Almagro i li va causar ferides greus.
Amb més dificultats, incloent la pèrdua de bagatge en mans indígenes, els espanyols van arribar finalment a nord de Salta, a l'antiga Chicoana (població situada a les valls Calchaquíes i que no coincideix amb l'actual Chicoana a la vall de Lerma), l'últim pas abans de travessar els Andes. Ja els desglaços havien començat i van trobar crescut el riu Guachipas, que va haver de ser travessat a peu tot un dia amb la pèrdua de llames, i van desertar els portadors (que van aprofitar l'ocassió per a fugir).

### El creuament dels Andes
Els espanyols més alguns yanacones van començar a creuar la serralada dels Andes.
En el seu avanç per la serralada, els expedicionaris van patir moltes penalitats, ja que caminaven esgotats pel fred, la congelació de les seves mans i peus, i per la dificultat d'un sòl ple de còdols petits i de vores esmolades que els destruïen les soles de les sabates i les ferradures als cavalls. El gèlid clima de la serralada va matar a gran part dels indis yanacones (que van començar a la ruta sense la roba adequada i caminaven descalços), i a diversos els espanyols (que van patir congelació dels peus).
La tradició diu que va ser per l'actual anomenat Pas de San Francisco per on Almagro va realitzar la seva difícil travessia.
Les penúries van augmentar a l'internar-se per aquest paisatge gelat, inhòspit i silenciós, arribant fins i tot a detenir l'avanç per manca d'ànims. El conqueridor, preocupat per la sort dels seus homes, va encapçalar un grup d'avançada de vint genets, que va travessar la serralada i després de cavalcar tres dies sencers, van arribar a la vall de Copiapó (llavors anomenat Copayapu), recollint els queviures que li van subministrar els indígenes i que va enviar immediatament per a socors dels seus homes.

### L'exploració de territori

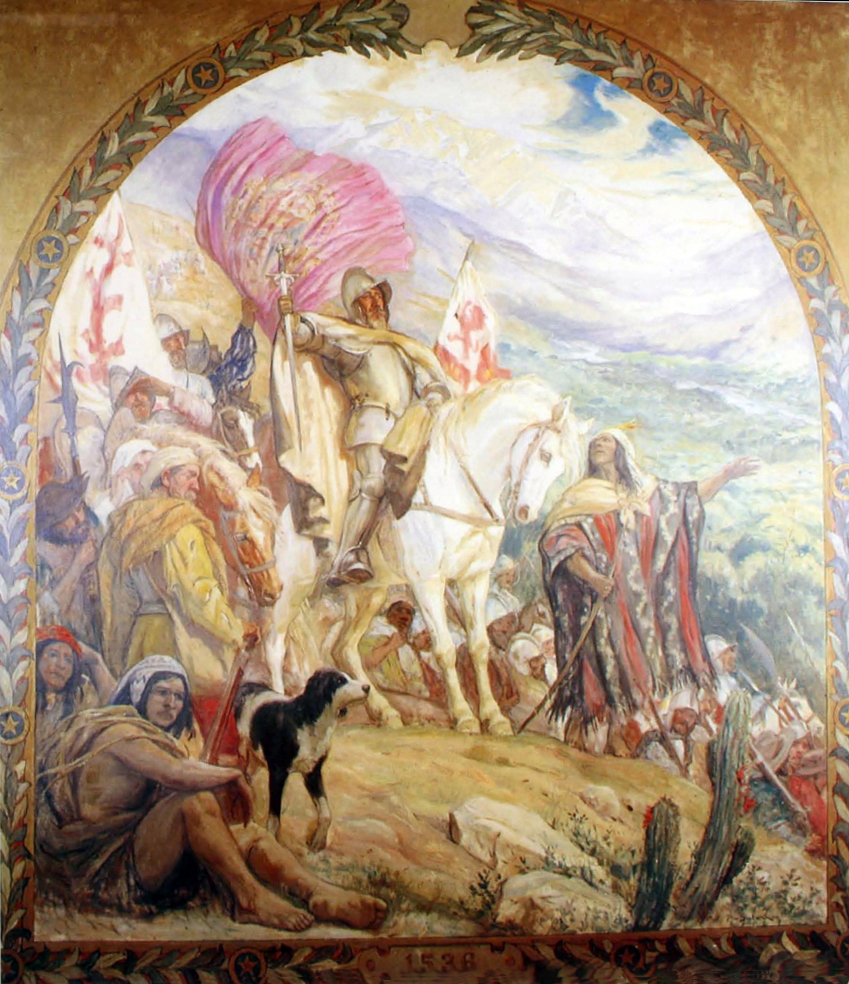
Almagro arriba a la regió de Copiapó, Regió d'Atacama

Per fi, la resta de la columna va arribar a Copayapu (Vall del Copiapó) amb 240 espanyols, 1500 yanacones, 150 negres i 112 cavalls; entre els negres venia una dona lleial a Almagro anomenada Malgarida. Van morir, 10 espanyols, 170 cavalls i centenars d'indis auxiliars.
Després de recuperar energies, es va donar l'ordre de reiniciar la marxa cap a la vall de Copiapó, però van desertar una multitud de yanacones que van deixar pràcticament sense portadors als espanyols.
Almagro va fer fer cremar a diversos indis culpables d'haver matat espanyols; aquests indis havien assassinat als tres soldats enviats a l'avantguarda que havien arribat a Xile. Per a escarmentar-los, Almagro va decidir donar-los un cruel càstig, reunint a tots els cacics importants de la regió i condemnant-los a morir a la foguera.
Durant la realització del seu càstig li van arribar notícies dels cacics de la regió de l'Aconcagua, que desitjaven realitzar amistat amb els blancs; això va ser gràcies a un parell d'espanyols renegats de Pizarro que estaven a la regió des d'abans. Es tractaven de Gonzalo Calvo de Barrientos i Anton Cerrada, que en realitat van ser els primers espanyols a trepitjar territori de la zona nord de Xile.
Gonzalo Calvo de Barrientos s'havia enfrontat a Pizarro i li va fer tallar les orelles, i per no exhibir el seu deshonra es va internar cap al sud de la vall de Zama, internant posteriorment cap al sud. Seria el més lleial col·laborador d'Almagro.
Durant la seva marxa en aquesta regió, Almagro va tenir notícies d'un vaixell, el San Pedro, que havia recalat a la regió (Los Vilos), capitanejat per Ruy Díaz i que venia ple de robes, armes i queviures per a l'expedició. A l'arribar a el riu Conchalí, a Los Vilos es va trobar amb l'altre espanyol ja esmentat anomenat Antón Cerrada, qui ja havia influenciat als aborígens a donar una benvinguda pacífica a la columna d'Almagro. A l'arribar a la vall de l'Aconcagua els espanyols van ser ben rebuts pels indígenes pels consells que els va lliurar Gonzalo Calvo, espanyol radicat feia anys a Xile.
No obstant això, els mateixos indígenes van ser mal influenciats per l'indi Felipillo, intèrpret dels conqueridors, de les males intencions d'aquests i la seva recomanació d'atacar-los o fugir d'ells. Els indígenes li van fer cas, no es van atrevir a atacar-los i van escapar durant la nit. Felipillo i diversos yanacones van intentar fugir cap al nord, però no ho van aconseguir. Felipillo va ser atrapat i esquarterat amb cavalls enfront del curaca de la regió com a escarment.
El territori que Almagro esperava trobar ple de riqueses no complia ni les seves més mínimes expectatives, això li va causar una gran desil·lusió, pel que va decidir enviar una columna de 70 genets i 20 infants dirigida per Gómez de Alvarado perquè explorés el sud del territori . Quan la columna va arribar al riu Itata, va tenir lloc a Reynogüelén el primer enfrontament entre els espanyols i els maputxes, en la qual la superioritat de les armes i la sorpresa pels cavalls va permetre una fàcil victòria espanyola davant de indis molt guerrers i que es van espantar en veure l'home muntat a cavall com un sol ésser. Això no seria més que una simple escaramussa en la futura i llarga Guerra d'Arauco que iniciaria Pedro de Valdivia. Almagro al tenir aquestes notícies, va sospesar la situació i va decidir no prosseguir cap al sud.
Sense or i amb tan indígenes molt bel·licosos, Almagro només va pensar a tornar al Perú. Entre l'alternativa de tornar a travessar la serralada o dirigir-pel desert, es va decidir per la segona opció. En un acte de reconeixement al sacrifici fet pels seus homes en l'expedició, i que no van ser recompensats amb l'il·lusori or d'aquesta regió, va decidir perdonar els deutes que els seus soldats havien contret amb ell, destruint totes les escriptures que els comprometien.
El camí pel desert d'Atacama va ser tan horrorós com la travessia per la serralada, dies calorosos i nits gelades junt l'hostilitat dels indígenes, sense comptar amb l'escassetat d'aigua i aliment, però de totes maneres se li va considerar millor que la travessia pels Andes. Van sortir en grups petits de no més de 10 homes fent jornades de 20 km cada dia. Durant el dia es refugiaven sota l'ombra dels tamarugos (Prosopis tamarugo), a la pampa del Tamarugal, i caminaven de nit.
Per posar-se a cobert d'una sorpresa, ja que al Perú va començar una rebel·lió general contra Pizarro, Francisco Noguerol de Ulloa es va fer a la mar i va desembarcar en el caseriu com a protecció avançada dels expedicionaris, romanent 18 dies i després tornant per terra a Arequipa a febrer de 1537, amb la pèrdua consignada d'un home, Francisco de Valdés, que va morir ofegat en un riu.
Tal va ser l'estat físic en què va arribar Almagro i els seus seguidors que des de llavors s'anomena «rotos» (trencats) als que venien d'aquestes terres.
Només s'atreviria a anar a conquerir-lo Pedro de Valdivia, quatre anys més tard.